# قسطنطين بترازاك
قسطنطين أنتونوفيتش بترازاك (4 سبتمبر 1907 - 10 أكتوبر 1998) (بالروسية: Константи́н Анто́нович Петржак) هو فيزيائي نووي سوفيتي-روسي وأستاذ جامعي من أصل بولندي. اكتشف الانشطار التلقائي لليورانيوم مع جورجي فليروف سنة 1940؛ بالإضافة إلى ذلك، ساعد أيضا في مشروع القنبلة الذرية للاتحاد السوفيتي.

## مسيرته
ولد قسطنطين بترازاك بتاريخ 4 سبتمبر 1907 في ووكوف (Łuków) (كونغرس بولندا، الإمبراطورية الروسية، الآن بولندا؛ كما ذكر مصدر آخر أنه ولد في دومبروفو، الآن أوبلاست كالينينغرادسكايا). عندما كان كونستانتين في الثانية عشرة من عمره، بدأ العمل رساما في مصنع لتصنيع الزجاج في ماليا فيشرا (روسيا)، وفي عام 1928، ذهب إلى سان بطرسبرغ للدراسة في جامعة سانت بطرسبرغ الحكومية (التي كانت تسمى آنذاك جامعة لينينغراد الحكومية).
أكمل قسطنطين دبلومه تحت إشراف إيجور خرشاتوف، وتخرج من جامعة سانت بطرسبرغ الحكومية في نوفمبر 1936.
خدم بترازاك في شركة الاستخبارات العسكرية لفوج CIWS كملازم صغير، ولاحقا كملازم أول. في 28 يونيو 1941، شارك في معركة البرزخ الكاريلي. في وقت لاحق، قاتل في جبهة فولخوف. في مارس 1942 أُمر بمغادرة الجيش والانضمام إلى علماء معهد الراديوم الذي تم إخلاؤه في كازان.
في عام 1949، تم تعيين بترازاك عضوا في لجنة اليورانيوم التابعة لأكاديمية العلوم السوفيتية. كان واحدا من مؤسسي كلية الهندسة في معهد سانت بطرسبرغ الحكومي للتكنولوجيا. أسس بترازاك قسم سانت بطرسبورغ الحكومي للتكنولوجيا في الفيزياء النووية في عام 1949، وبقي رئيسه لمدة 22 عامًا.
توفي في 10 أكتوبر 1998، ودفن في سانت بطرسبرغ.

## جوائز
- 1946 جائزة ستالين (الدرجة الثانية؛ بالاشتراك مع جورجي فليروف لاكتشاف الانشطار التلقائي: 100000 روبل سوفيتي [12])
- 1950 جائزة مجلس الوزراء (للعمل على إنجاز المهام الحكومية)
- 1953 جائزة الدولة السوفيتية (للعمل في المشروع الذري السوفيتي)
- 1953 وسام الراية الحمراء من حزب العمال (للعمل في المشروع الذري السوفيتي)
- 1957 رئاسة أكاديمية العلوم لجائزة الاتحاد السوفيتي